# Evasió d'Absolom
Evasió d'Absolom (títol original en anglès: No Escape) és una pel·lícula estatunidenca dirigida per Martin Campbell, estrenada el 1994. Ha estat doblada al català.

## Argument
El 2022, un antic heroi de guerra empresonat per assassinat arriba a la zona d'alta seguretat d'una presó, on regna un director implacable.
El nou pres és immediatament sancionat: serà expulsat, enviat a Absolom, una illa-presó especialment reservada als recalcitrants. Aquesta illa només coneix una norma: evadir-se està prohibit. Per la resta, no coneix altres lleis que la del més fort.
Aquesta illa-presó, gestionada per una societat privada, és vigilada amb infrarojos per satèl·lit, i helicòpters de combat patrullen sobre l'oceà per liquidar qualsevol temptativa d'evasió. El director l'ha convertit en el seu terreny de jocs, i es considera Déu Pare: mentre s'han creat dues tribus enemigues entre els homes que viuen a l'illa, es dona el gust de dipositar per helicòpter aliments en llocs aïllats, de manera que les tribus combaten per recuperar-los.
Les dues tribus són il·lustracions del combat etern del bé contra el mal, però també de l'oposició entre «llei del més fort» i «llei del bé comú». Marek, cap de la tribu dels Exteriors és el líder sense pietat d'un grup d'ultraviolents, en l'univers pròxim al de Mad Max; mentre que «El Pare» és el guia espiritual dels Interiors, i la seva comunitat intenta organitzar pel bé de cadascú.
L'heroi del film, Robbins, és un vell militar. Ha estat condemnat per haver abatut un superior, i la seva formació el fa més pròxim d'una màquina de matar que d'un sant catòlic.
Però està partit entre el bé i el mal: les seves nits són sempre turmentades per les visions d'una massacre de civils, comesa per la seva unitat. Executant sumàriament el seu superior, culpable als seus ulls d'haver ordenat un crim de guerra, ha agafat el paper de jutge, però això no li ha permès trobar la pau interior.
Arribant amb una voluntat ferotge d'evadir-se, Robbins no serà pas el primer: són nombrosos els habitants de l'illa que ho han pagat amb la seva vida. Haurà de contemporitzar amb els dos bàndols, i sacsejar els costums establerts per intentar arribar al seu objectiu, és a dir denunciar-ho tot a la vegada, un crim de guerra dissimulat per la jerarquia, i la situació totalment il·legal i escandalosa d'aquesta illa-presó.
A part de Mad Max, es pot fer un paral·lel amb altres films, Battle Royale pel lloc de l'acció, una illa ultravigilada, i Waterworld per l'aparença del «poble».

## Repartiment
- Ray Liotta: Robbins
- Lance Henriksen: El Pare
- Stuart Wilson: Marek
- Kevin Dillon: Casey
- Kevin J. O'Connor: Stephano
- Don Henderson: Killian
- Ian McNeice: King
- Jack Shepherd: Dysart
- Michael Lerner: Warden
- Ernie Hudson: Hawkins
- Russell Kiefel: Iceman
- Brian M. Logan: Scab
- Cheuk-Fai Chan: Skull
- Machs Colombani: Ratman

## Al voltant de la pel·lícula
Els helicòpters de combat utilitzats al film no són helicòpters de combat americans sinó Kamov Ka-27 russos.

## Premis i nominacions
- Nominació a la Banda original a la millor pel·lícula de ciència-ficció per l'Acadèmia de films de ciència-ficció, fantàstics i de terror 1995.

## Crítica
- "Es pot veure"[3]
- "A vegades, la cosa s'assembla a 'Mad Max', però una mica més cutre. I encara que acumula sense parar acció, frenesí i moviment, això només val per agitar una mica el sopor de l'espectador."[4]